# European Sociological Review
European Sociological Review ist die soziologische Fachzeitschrift des European Consortium for Sociological Research. European Sociological Review hat sich über die vergangenen Jahre zu einer renommierten und weltweit rezipierten Soziologiezeitschrift entwickelt, deren Fokus auf empirischen, insbesondere quantitativen Artikeln liegt. Richard Breen, Direktor des Center for Research on Inequalities and the Life Course an der Yale University, bezeichnet sie als „die weltweit führende Zeitschrift für quantitative, vergleichende Forschung, die kontinuierlich die innovativste und interessanteste empirische Forschung publiziert“. 2013 hatte die Zeitschrift einen Impact Factor von 1,031 und lag damit in der Statistik des Social Science Citation Index auf Rang 51 von 137 betrachteten Zeitschriften in der Kategorie Soziologie; 2022 auf Rang 29 von 149 bei einem Impact Factor von 3,2.